# 자전
자전(自轉)은 천체가 자기 자신을 중심으로 회전하는 운동이다. 따라서 천체(天體)가 고정된 자신의 중심축을 중심으로 회전하는 또는 그런 운동을 가리킨다. 대부분의 천체는 자전하고 있다. 태양이나 다른 항성들은 자전하고 있으며 블랙홀도 자전하고 있음이 확인된 것이 있다. 또한 펄사는 고속으로 회전하는 중성자별로 생각된다.
천체의 자전 중심이 되는 축을 자전축이라고 하며, 자전축을 따라 1회전하는 데 걸리는 시간을 자전 주기라고 한다. 이때 자전 주기는 자전 주체가 360도 회전하는 시간이며, 어느 다른 천체를 향해서 같은 방향을 가리킬 때까지의 시간은 아니다.

## 자전과 공전
태양계(solor system)에서 지구인의 기준으로 태양 및 태양계의 일부 행성들은 마찬가지로 서쪽에서 동쪽으로(시계 반대방향) 각기 다른 자전주기에서 자전하고 있다. 금성은 이와는 반대로 시계방향으로 자전하고있는 것으로 알려져있다.  한편 자전축의 기울기나 자전의 방향과 자전의 속도는 우주 및 항성 시스템 생성시의 중력과 밀접한 관련이 있지만 이후 추가적으로 다른 우주 운석(space rocks)이나 혜성과의 충돌로 인해서도 영향을 받는것으로 과학자들은 보고있다.

## 글리제 581g
글리제 581c와 글리제 581d사이에서 발견된 글리제 581g는 거의 자전을 하지 않는것으로 밝혀졌다. 따라서 이 행성의 절반은 항상 낮이며 나머지 절반은 항상 밤이다.

## 같이 보기
- 공전
- 지구의 자전
- 회전
- 칸트-라플라스 성운설